# 天道盟不倒會
天道盟不倒會，是臺灣三大犯罪組織之一的天道盟旗下的分會，亦為天道盟草創時期元老會之一，目前是台掛幫派人數最多，分會遍及台灣各地，並也發展到海外各地。

## 簡介
不倒會由出身彰化的萬華角頭「阿不倒」謝通運及其他地方角頭謝東松、臭埔等人結盟組成。謝通運年輕時北上謀生，加入萬華環南綜合市場一帶角頭，收取保護費。在1984年一清專案時被捕入獄，與台北看守所獄中其他角頭串聯組成「天道盟」；任不倒會創會會長（為北所結盟時的最初六個意識團體之一）。1987年至1988年眾人出獄後，謝通運帶領若干人在環南市場一帶成立「不倒會」的具體組織。1990年謝通運因涉及參與槍擊要犯「黑牛」爆發衝突的社會暴力事件頻繁，再次被送管訓，直到1992年才出獄。之後謝通運返鄉參政發展勢力，並在彰化、台中等地區設立不倒會中部組織。卻與原在地勢力的彰化縣議員洪絲條等人發生利益糾葛。加上原不倒會副會長謝東松竟然在其入獄期間投靠洪絲條，暗殺衝突事件因此不斷發生。直到1993年9月，謝通運在芳苑鄉產業道路返家之際，遭謝東松（原屬於不倒會副會長）、黃主旺、謝惠仁、「小傑」和天道盟雲霄會「銘得」手下黃姓、趙姓份子等人開槍掃射身亡。此後，不倒會主要勢力返回台北泉州街一帶，主要派系勢力有胖子維、崁頂修、臭埔及原謝通運直系部屬。

## 歷代會長
- 初代：「阿不倒」謝通運
- 二代：小李董
- 現任：高家祥（胖子維）